# Renzo Stacchi
Renzo Stacchi (Roma, 8 ottobre 1944) è un attore, doppiatore e direttore del doppiaggio italiano.
Ha prestato la voce ad attori come Bill Murray, Danny Glover e Tommy Lee Jones ed è stato per diversi anni il direttore artistico della Angriservices Edizioni.
È stato direttore del doppiaggio di vari prodotti targati Disney in cui ha prestato anche la voce ad alcuni personaggi tra cui Toros Bulba (Darkwing Duck) e Skipper Riley in Planes.

## Filmografia

### Cinema
- Il solco di pesca, regia di Maurizio Liverani (1975)
- C'era un castello con 40 cani, regia di Duccio Tessari (1990)
- Senza pelle, regia di Alessandro D'Alatri (1994)
- Cuori al verde, regia di Giuseppe Piccioni (1996)
- I giardini dell'Eden, regia di Alessandro D'Alatri (1998)
- Febbre da cavallo - La mandrakata, regia di Carlo Vanzina (2002)

### Televisione
- Lui e lei 2, regia di Luciano Manuzzi (1999)
- Sei forte, maestro, regia di Ugo Fabrizio Giordani e Alberto Manni (2000)
- Distretto di Polizia – serie TV, episodi 1x04-4x02-6x03-10x22 (2000-2010)
- Crociati, regia di Dominique Othenin-Girard (2001)
- Carabinieri 3 - episodio 3x13, regia di Raffaele Mertes (2003)
- Vento di ponente, regia di Gianni Lepre, Alberto Manni e Ugo Fabrizio Giordani (2003)
- Don Matteo - episodio Campagna elettorale, regia di Andrea Barzini (2004)
- Un medico in famiglia 4, regia di Alexis Sweet (2004)
- L'amore non basta, regia di Tiziana Aristarco (2005)
- Matilde, regia di Luca Manfredi (2005)
- Ricomincio da me, regia di Rossella Izzo (2005)
- R.I.S. - Delitti imperfetti, regia di Alexis Sweet - serie TV, episodio 1x01 (2005)
- Io e mamma, regia di Andrea Barzini (2007)
- I Cesaroni - serie TV, episodio 3x13 (2009)

## Doppiaggio

### Film cinema
- Tommy Lee Jones in Apache pioggia di fuoco, Assassini nati - Natural Born Killers, Blown Away - Follia esplosiva, Batman Forever, Space Cowboys, Emperor
- Wayne Duvall in Prisoners
- Terry Crews in Inland Empire - L'impero della mente
- Danny Glover in Shaggy Dog - Papà che abbaia... non morde, Be Kind Rewind - Gli acchiappafilm. Jumanji: The Next Level
- Bill Murray in Space Jam, St. Vincent
- Stephen Root in Jersey Girl, Qualcosa di straordinario
- August Schellenberg in Free Willy 2, Free Willy 3 - Il salvataggio
- Robert De Niro in Paradiso perduto
- Charles Bronson in Caccia selvaggia
- Brian Dennehy in Padre e figlio, investigatori speciali
- Stacy Keach in The Bourne Legacy
- Sonny Chiba in Kill Bill: Volume 1
- Dennis Franz in Vestito per uccidere
- Chuck Norris in Una magnum per McQuade
- Ian McShane in Biancaneve e il cacciatore
- Ben Kingsley in Specie mortale
- Arnold Schwarzenegger in Ercole a New York
- Christopher Reeve in Aviator - Amore tra le nuvole
- Clancy Brown in Le avventure di Buckaroo Banzai nella quarta dimensione
- Kirk Douglas in La fuga di Eddie Macon
- Steve McQueen in Tom Horn
- Jean-Paul Belmondo in Professione: poliziotto
- Danny Aiello in Harlem Nights
- Ben Gazzara in L'assassinio di un allibratore cinese
- Jon Polito in Crocevia della morte
- Jeff Bridges in L'uomo che fissa le capre
- M.C. Gainey in Svalvolati on the road
- Beau Starr in False verità
- Michael Kind in Guardia costiera
- Andy Linden in Harry Potter e i Doni della Morte - Parte 1
- Aidan Quinn in Angeli ribelli
- Richard Jenkins in North Country - Storia di Josey
- Rip Torn in Palle al balzo - Dodgeball
- Francesco De Vito in To Rome with Love
- Luis Guzmàn in Stonewall
- Patrick Mercado in La vita sognata degli angeli
- Robert Williams in La donna di platino
- Voce narrante in Mondo cane 2000 - L'incredibile

### Animazione
- Voce narrante in Twipsy, C'era una volta... Pollon, La Freccia Azzurra[1]
- Abis Mal ne Il ritorno di Jafar e Aladdin (serie animata)
- Padre di Bia, Boss e Joker in Bia, la sfida della magia
- Stego, Toros Bulba e Uomo Nero in Darkwing Duck
- Simone e poliziotto ne La Freccia Azzurra[1]
- Generale Dozul Zabi (1ª voce) e Makube (1ª voce) in Gundam
- Walter e Signor Garcia in Candy Candy
- Fusto Quint e Boss Castoro in Timon e Pumbaa
- Editore (ep. 18.16) e Capitano McAllister (edizione DVD, ep. 4x18) ne I Simpson[2]
- Haran Banjo in Daitarn III
- Amaso in Jeeg robot d'acciaio
- Papà in Arcobaleno
- Frankenstein Jr. in Frankenstein Jr.
- Sadon in UFO Robot Goldrake
- Ashmov (2ª voce) in Gaiking, il robot guerriero
- Taka in Ryu il ragazzo delle caverne
- Rodimus in Slayers
- Ippai in I-Zenborg
- Toragoro (2ª voce) in Daltanious
- John in Baldios
- Professor Uri in Astrorobot contatto Ypsilon
- Sanshiro Kurenai in Judo Boy
- Ladro #4 in Aladdin e il re dei ladri
- Gallo in Momo alla conquista del tempo
- Ariete #1 in Koda, fratello orso
- Skipper in Planes
- Mufasa in The Lion Guard

### Videogiochi
- Gerald in Cars - Motori ruggenti[3]
- Shu Todoroki in Cars 2[4]
- Ariete di Dall #1 in Koda, fratello orso (videogioco)

## Direzione del doppiaggio

### Film
- L'uomo leopardo (1943) (doppiato nel 1982)
- Dieci uomini coraggiosi (1960) (doppiato negli anni 1990)
- Le avventure di Winnie the Pooh (1977) (doppiato nel 1997)
- Professione: poliziotto (1983)
- Canto di Natale di Topolino (1983) (Ridoppiaggio 1990)
- Giallo a Malta (1983) (doppiato nel 1995)
- La bella e la bestia (1991)
- Aladdin (1992)
- Assassini nati - Natural Born Killers  (1994)
- Nell (1994)
- Mowgli - Il libro della giungla (1994)
- Rapa Nui (1994)
- Il re leone (1994)
- Il ritorno di Jafar (1994)
- Richie Rich - Il più ricco del mondo (1994)
- Blown Away - Follia esplosiva (1994)
- Specie mortale (1995)
- Batman Forever (1995)
- Da morire (1995)
- Fuga dalla scuola media (1995)
- In viaggio con Pippo (1995)
- Space Jam (1996)
- Aladdin e il re dei ladri (1996)
- La Freccia Azzurra (1996)
- Batman & Robin (1997)
- La bella e la bestia - Un magico Natale (1997)
- Anastasia (1997)
- Paradiso perduto (1998)
- The Avengers - Agenti speciali (1998)
- La spada magica - Alla ricerca di Camelot (1998)
- Il mondo incantato di Belle (1998)
- La gabbianella e il gatto (1998)
- Il gigante di ferro (1999)
- Appuntamento a tre (1999)
- Le riserve (2000)
- Aiuto! Sono un pesce (2000)
- The Majestic (2001)
- Momo alla conquista del tempo (2001)
- Angeli ribelli (2003)
- Le forze del destino (2003)
- 2046 (2004)
- Hipnos (2004)
- Kate - La bisbetica domata (2004)
- Inland Empire - L'impero della mente (2006)
- Un bacio romantico (2007)
- Finding Happiness - Vivere la felicità (2013)

### Telefilm
- La famiglia Addams (1964-1966) (Edizione Mediaset)
- I dinosauri (1991-1994)
- Balki e Larry, due perfetti americani (1986-1993) (Solo prime 2 stagioni)
- Le avventure di Sherlock Holmes (1984-1994)
- Il ritorno di Missione Impossibile (1988-1990)
- Il cane di papà (1988-1995)
- I miti greci (1991) (2ª ediz.)
- Charlie Grace (1995)
- Senza traccia (2002-2009)

### Cartoni animati e anime
- Looney Tunes e Merrie Melodies (1930-1969) (Ridoppiaggio 1995 Royfilm)
- Bia, la sfida della magia (1974-1975)
- Il Tulipano Nero (1975)
- Mobile Suit Gundam (1979-1980) (Edizione originale)
- Hello Sandybell (1981-1982) (1ª ediz.)
- C'era una volta... Pollon (1982-1983)
- Alla scoperta di Babbo Natale (1984-1985)
- Le nuove avventure di Winnie the Pooh (1988-1991)
- Duck Tales - Avventure di paperi (1987-1990)
- Darkwing Duck (1991-1992)
- Ecco Pippo! (1992)
- La sirenetta - Le nuove avventure marine di Ariel (1992-1994)
- Aladdin (1994-1995)
- Timon & Pumbaa (1995-1999)
- Quack Pack (1996-1997)
- Twipsy (1999-2000)
- Flipper & Lopaka (1999-2005)
- Arcobaleno (2000)
- Taco e Paco (2001)